# Harbhi
Harbhi (nep. हर्मी) – gaun wikas samiti w zachodniej części Nepalu w strefie Gandaki w dystrykcie Gorkha. Według nepalskiego spisu powszechnego z 2001 roku liczył on 896 gospodarstw domowych i 4393 mieszkańców (2306 kobiet i 2087 mężczyzn).